# Turismo em Macapá

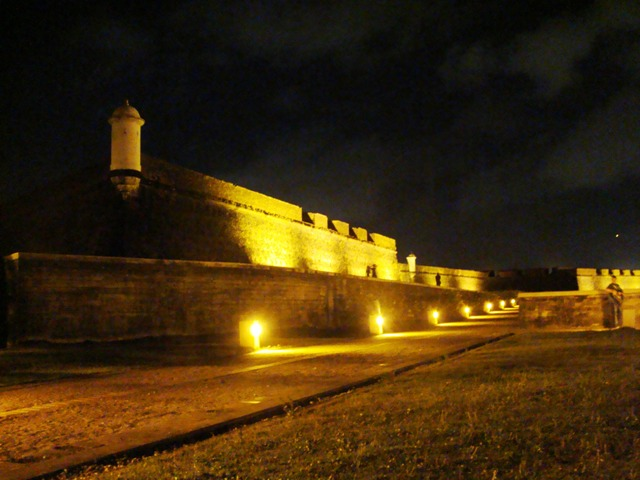
A Fortaleza de São José de Macapá.

O Turismo em Macapá é uma das atividades econômicas de Macapá, Amapá, possui pontos turísticos que revelam um pouco da história, cultura e religiosidade de pessoas que sabem preservar e divulgar os seus valores. A cidade possui vantagem nesse aspecto da economia porque possui grandes áreas naturais ainda preservadas. Como os demais setores, sofre com a falta de incentivos por parte dos sucessivos governos, que não fomentam a infraestrutura de apoio.

## Principais Atrativos

### Fortaleza de São José do Macapá

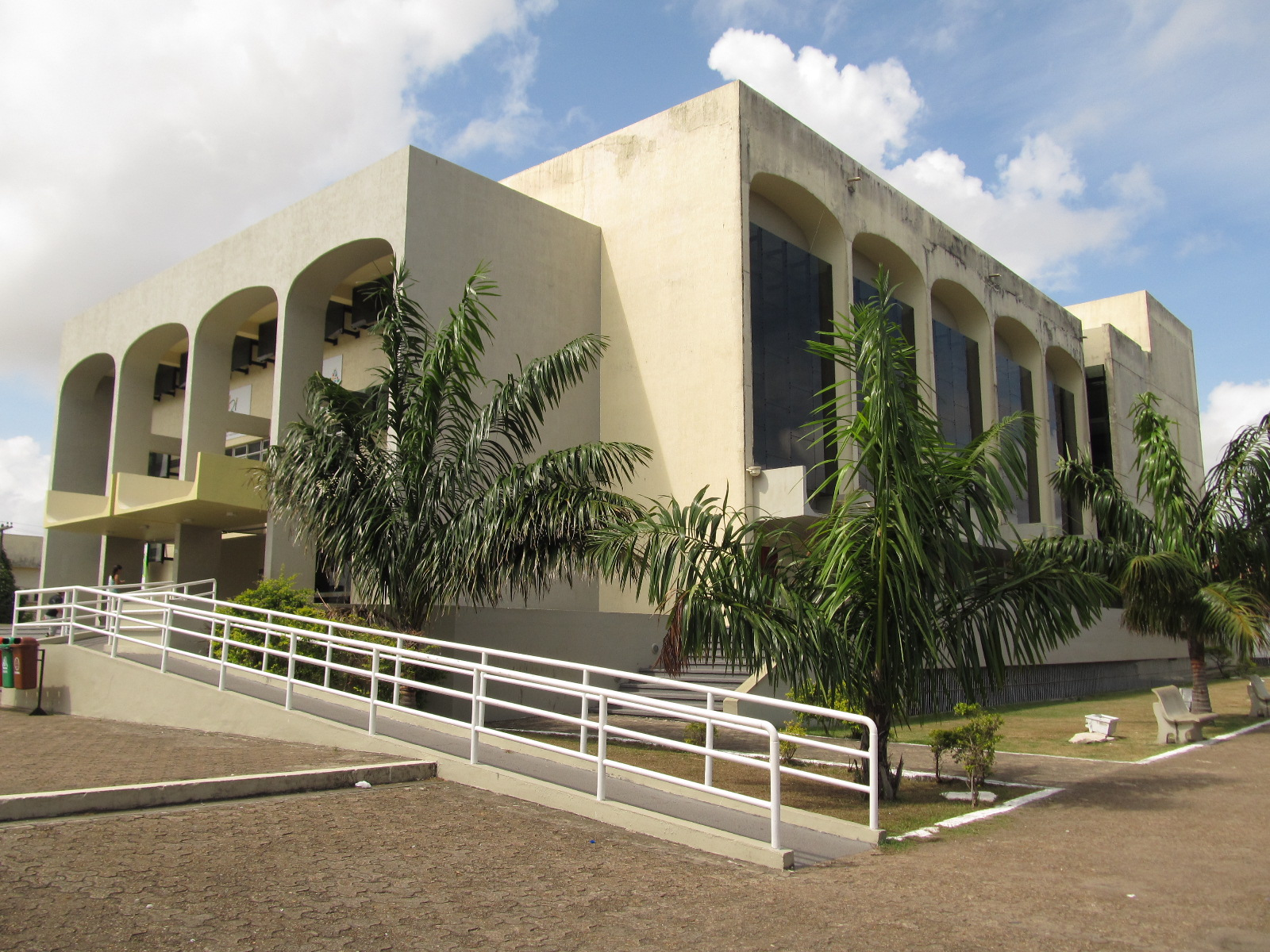
O Teatro das Bacabeiras.

Projetada pelo engenheiro Henrique Antônio Gallúcio, foi inspirada em modelo do engenheiro militar francês Sebastien Le Preste, Marquês de Vauban. A Fortaleza de São José de Macapá é, para os amapaenses, uma das maiores referências, por representar um marco cultural, arquitetônico e histórico. Está localizada às margens do Rio Amazonas, em frente à capital amapaense.
Foi erguida entre 1764 e 1782 pelas mãos de negros, índios e escravos da colonização portuguesa. No passado, tinha a função de garantir o domínio lusitano no extremo norte do Brasil. Hoje, é um dos principais pontos turísticos de Macapá.
Vista de cima, a Fortaleza assemelha-se a uma estrela, pela disposição de seus quatro baluartes, batizados, pelo então Governador e Capitão-General Fernando da Costa de Athayde Teive, com os nomes de: Madre de Deus, São Pedro, Nossa Senhora da Conceição e São José.
Na parte de dentro, encontram-se os prédios que abrigavam os antigos armazéns, capela, casa de oficiais e do comandante, casamatas, paiol e hospital, além dos elementos externos componentes do complexo, como revelim, redente, fosso seco e baterias baixas.

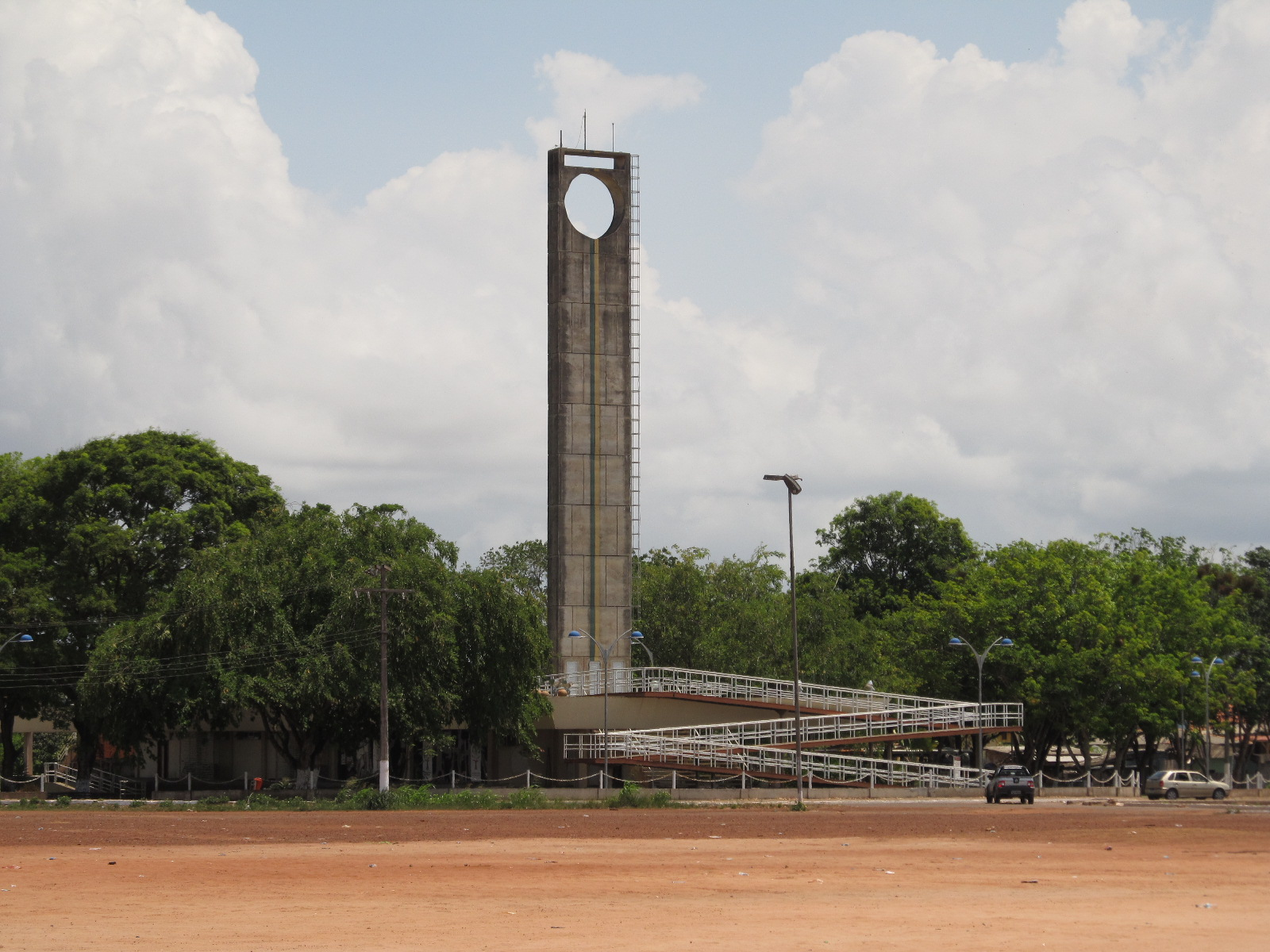
Marco Zero, ponto de Macapá, AP. Neste local, a latitude é de zero grau.

### Marco Zero
Construção do monumento, com o relógio do sol, para marcar o local onde a linha imaginária divide a Terra em dois hemisférios,a cidade tem o privilégio de assistir ao fenômeno chamado de Equinócio, uma manifestação em que os raios do sol, no seu movimento aparente, incidem diretamente sobre a linha do Equador. Nesse período, os dias e as noites têm a mesma duração em todo o planeta. A ocorrência desse fenômeno se dá em dois momentos: em março, conhecido como equinócio da Primavera, e em setembro, chamado de equinócio de Outono. O Monumento Marco Zero também possui no seu terraço um espaço para shows, além de salão para exposições, bar e lanchonete e lojas para venda de produtos locais.
É o mais conhecido ponto turístico de Macapá.

### Estádio Zerão
O Estádio Milton Corrêa, também conhecido como "Zerão", é um estádio com capacidade para 13.680 pessoas e sua inauguração ocorreu em 1990. O apelido do estádio (e sua fama) vieram do fato de que a linha de meio-de-campo coincide exatamente com a Linha do equador, fazendo com que cada time jogue em um hemisfério. o estádio estava abandonado e sem receber jogos até o final de 2014, Quando foi reformado e reinaugurado.

### Panela do Amapá
Criada, especialmente, para atender ao turista e valorizar a gastronomia regional, com seus temperos exóticos e restaurantes com comidas típicas da região.

### Sambódromo de Macapá

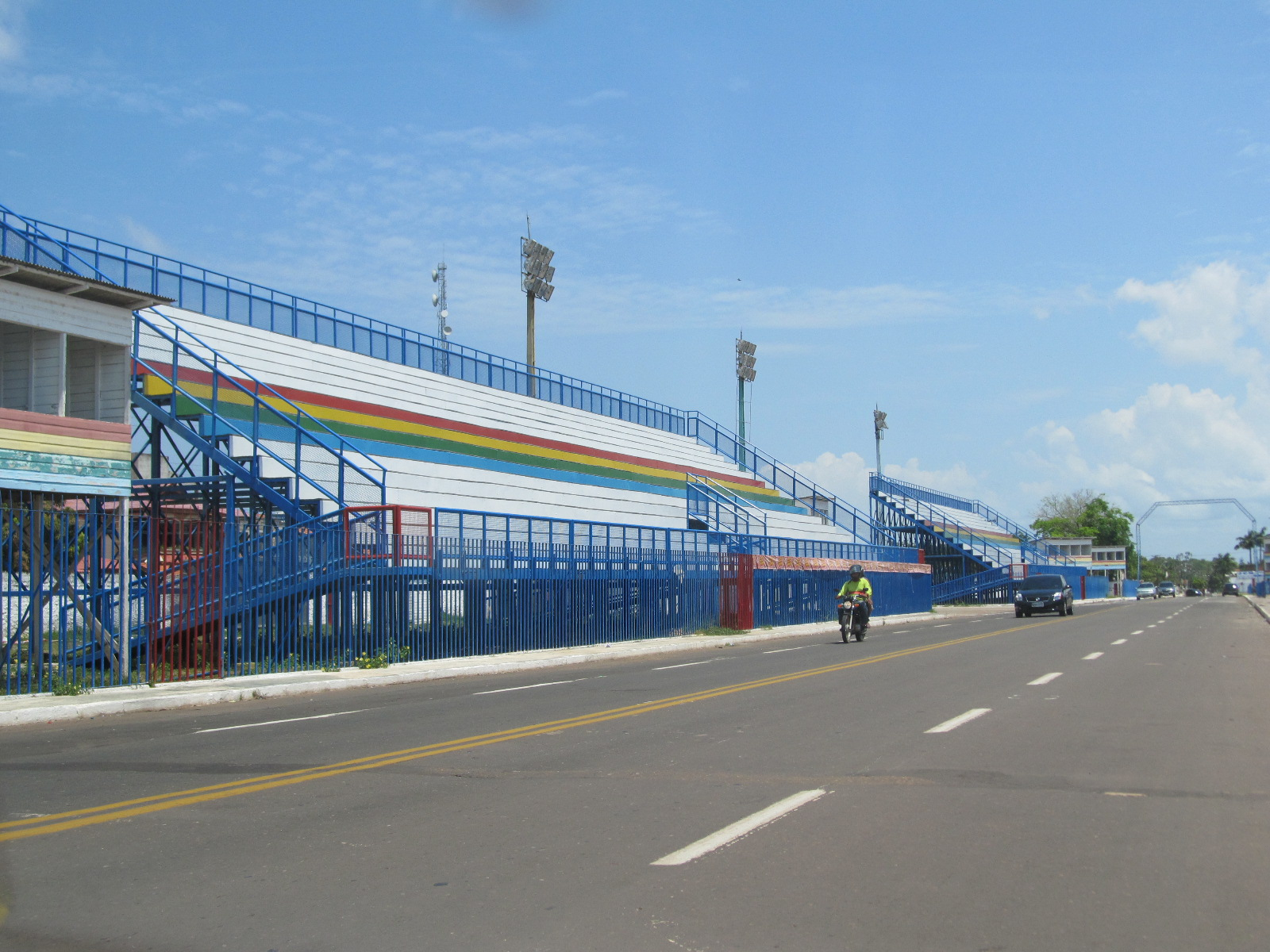
Sambódromo de Macapá.

Está localizado no Complexo do Marco Zero, onde se realizam os desfiles das escolas de samba e dos blocos carnavalescos, o festival de quadrilha junina e grandes shows musicais. Tem capacidade para aproximadamente 18 mil pessoas. Existe um projeto denominado "Cidade do Samba", que tem como objetivo modernizar e ampliar o sambódromo.

### Trapiche Eliezer Levy
Originariamente construído na década de 40, por muito tempo foi o ponto de chegada e saída da cidade. Antes do trapiche, as embarcações aportavam na chamada Pedra do Guindaste, onde hoje está colocada a imagem de São José.
Passou por muitas reformas, até ser totalmente reconstruído em concreto armado, constituindo um padrão estrutural permanente, o que contribuiu para melhoria urbanística de Macapá e para a preservação da história do povo amapaense. O trapiche tem 472 metros de comprimento e é servido por um bondinho elétrico para transporte de turistas, sorveteria, área coberta, estação de embarque e desembarque de passageiros, restaurante e uma pequena praça.
Porém, ele está em reforma a mais de 2 anos

#### Pedra do Guindaste
Está localizada em frente à cidade ao lado do Trapiche Eliezer Levy, a cerca de 300 metros da margem do rio Amazonas. A pedra original foi derrubada pela colisão de um barco, e em seu lugar foi construído um bloco de concreto e sobre ele uma imagem de São José – Padroeiro de Macapá. Existem muitas lendas em torno da “Pedra do Guindaste”, que ao longo dos tempos vem servindo de inspiração a muitos artistas regionais.